# Cyrkuł doliński
Cyrkuł doliński (niem. Doliner Kreis) – jednostka administracyjna Cesarstwa Austrii w Królestwie Galicji i Lodomerii w latach 1783–1793 na ziemiach polskich zagarniętych przez Austrię podczas I rozbioru w ramach reformy administracyjnej w Galicji.

## Historia
Cyrkuł doliński z siedzibą w Dolinie na mocy patentu z 25 listopada 1783, który był korektą wprowadzonej rok wcześniej reformy administracyjnej w Galicji, zwiększającej liczby cyrkułów z sześciu do osiemnastu. Patent zaznaczał, że praktyka urzędowania i wygodniejsze położenie skłoniły rząd do zmian niektórych siedzib urzędów cyrkularnych, a co za tym idzie – granic cyrkułów. Cyrkuł doliński utworzono z zachodniej części cyrkułu mariampolskiego (z m.in. Bolechowem, Rudą, Sokołowem, Wojniłowem, Żurawnem i Żydaczowem), po przeniesienu siedziby tego cyrkułu z Mariampola do Doliny. Równocześnie do nowego cyrkułu dolińskiego przyłączono zachodną część cyrkułu stanisławowskiego (z m.in. Doliną, Kałuszem i Rożniatowem), wschodnią część cyrkułu samborskiego (z m.in. Stryjem i Skolem) oraz fragment zniesionego cyrkułu złoczowskiego (z Bukaczowcami).
Cyrkuł doliński z siedzibą w Dolinie zniesiono z kolei przed 1794, przekształcając go w nowy cyrkuł stryjski z siedzibą w Stryju.